# Polski Komitet Wykonawczy na Rusi
Polski Komitet Wykonawczy na Rusi – reprezentacja Polaków na Wołyniu, Podolu i na Kijowszczyźnie, powstała w Kijowie z inicjatywy Joachima Bartoszewicza, bezpośrednio po wybuchu rewolucji w Piotrogrodzie i abdykacji cara Mikołaja II, w marcu 1917 r.
Zadaniem jego było: obrona sprawy polskiej na Rusi, koordynowanie polityki polskiej na kresach południowo-wschodnich z polityką ogólnopolską i obrona interesów ludności polskiej wobec tymczasowego rządu rosyjskiego, wobec Centralnej Rady i władz Ukraińskiej Republiki Ludowej i niepolskich organizacji i instytucji politycznych.
Komitet, stworzony samorzutnie, został potwierdzony i uzupełniony wyborami, dokonanymi przez zgromadzenie przedstawicieli polskich organizacji, związków i stowarzyszeń, istniejących (w liczbie stu kilkudziesięciu) na Wołyniu, Podolu i Ukrainie.
Komitet rozwinął energiczną działalność polityczną organizacyjną i kulturalną. Stworzone zostały polskie komisariaty gubernialne (wołyński, podolski, kijowski, czernihowski i połtawski), powiatowe, parafialne i gminne. Były to urzędy administracyjne polskie, działające pod kierownictwem Komitetu Wykonawczego.
Działalność kulturalna Komitetu Wykonawczego zaznaczyła się utworzeniem na terenie jego władzy tysiąca kilkuset polskich szkół początkowych, kilkudziesięciu szkół średnich i polskich kursów uniwersyteckich w Kijowie.
Na zjeździe polskim, zorganizowanym przez Komitet Wykonawczy, który się odbył w Kijowie w końcu czerwca 1917 r., wzięło udział pięciuset kilkudziesięciu delegatów różnych organizacji polskich na Rusi.
Komitet Wykonawczy funkcjonował w Kijowie do czerwca 1920 r. kiedy, wraz z cofającymi się wojskami polskimi, przybył do Warszawy.
Pierwszym prezesem Komitetu Wykonawczego od marca 1917 do maja 1918 r. był Joachim Bartoszewicz; wiceprezesami – Wincenty Chojecki i Jordan Pereświet-Sołtan (zamordowany przez bolszewików), sekretarzem – Zygmunt Berezowski; kierownikiem wydziału wewnętrznego – Stanisław Jezierski; delegatem do rosyjskiego Komitetu Wykonawczego w Kijowie, a później wiceprezesem – Stanisław Zieliński; kierownikiem wydziału oświatowego – Józefat Andrzejowski; kierownikiem wydziału skarbowego – Włodzimierz hr. Dzieduszycki. Późniejszymi prezesami byli: Tomasz Michałowski, Roman hr. Bniński, J. Pereświet-Sołtan, Wincenty Chojecki i Wilhelm Kulikowski.